# Знищувачі тварин
Знищувачі тварин (англ. Animal Crackers) — американський комедійний мюзикл Віктора Германа 1930 року з братами Маркс в головній ролі.

## Сюжет
Капітан Сполдінг, відомий дослідник, повертається з Африки і потрапляє на свято, яке проводить пані Ріттенхаус. Містер Чендлер збирається представити публіці картину Богарда — «Після полювання», придбану в Європі за 100 тисяч доларів. Брати Маркс допомагають повернути шедевр, вкрадений під час проведення свята.

## У ролях
- Брати Маркс:
  - Граучо Маркс — Капітан Сполдінг
  - Гарпо Маркс — професор
  - Чіко Маркс — синьйор Емануель Ревеллі
  - Зеппо Маркс — Гораціо Джемісон
- Лілліан Рот — Арабелла Ріттенхаус
- Маргарет Дюмон — місіс Ріттенхаус
- Луїс Сорін — Роско В. Чандлер
- Хел Томпсон — Джон Паркер
- Маргарет Ірвінг — місіс Уайтхед
- Кетрін Ріс — Грейс Карпентер
- Роберт Грег — дворецький